# Hans Gilissen
Johannes Josephus Petrus Maria (Hans) Gilissen (Gennep, 20 juli 1957) is een Nederlands bestuurder. Hij is lid van de PvdA.

## Biografie
Gilissen werd geboren als jongste kind van in het gezin van Johannes Hubertus Gilissen die van 1947 tot 1973 burgemeester van Gennep was. Hij heeft informatica gestudeerd aan de hts in Eindhoven en daarna gepromoveerd in de bestuurskunde aan de Universiteit Twente. Hij begon zijn carrière bij de Rijksplanologische Dienst in Zwolle.
In 1992 ging Gilissen bij de gemeente Venray werken als loco-gemeentesecretaris en als directeur van de afdeling Middelen. In 1996 werd Gilissen gemeentesecretaris van de gemeente Cuijk en op 15 maart 2004 trad hij in de voetsporen van zijn vader met zijn benoeming tot burgemeester van Laarbeek.
Vanaf 2 januari 2010 was Gilissen weer werkzaam in Venray, maar nu als burgemeester. Nadat hij had aangegeven per 1 januari 2020 te willen stoppen, heeft de gemeenteraad in september 2019 Luc Winants voorgedragen als nieuwe burgemeester. Winants begon op 6 januari 2020. Gilissen werd bij zijn afscheid op 13 december 2019 koninklijk onderscheiden: hij werd benoemd tot Ridder in de Orde van Oranje-Nassau.
Van 1 januari 2020 tot 1 oktober 2022 was Gilissen niet-rechterlijk bestuurslid van de Rechtbank Limburg. Hij is voorzitter van de Raad van Toezicht van het IVN. Daarnaast is hij actief als lector bij de Abdij van Berne, lid van de Raad van Commissarissen van de Limgroup B.V., lid van het bestuur van de Stichting Dialectwoordenboek
Cultuurprijs Limburg, lid van de raad Economische Advisering Bisschoppelijk Centrum Rolduc en lid van het bestuur van de Stichting Vrienden van Ysselsteyn.
- Gemeinsame Normdatei: 171132912
- International Standard Name Identifier: 0000 0001 3913 862X
- Nederlandse Thesaurus van Auteursnamen: 291327710
- Virtual International Authority File: 201088519
- WorldCat: E39PBJht4dkrjwcHPYbrPQkYyd